# 番宣部長
番宣部長（ばんせんぶちょう）は、2005年12月から2019年3月までAT-Xで放映された番宣番組である。

## 概要
番組間のCM枠（ステーションブレイク）でフィラーのような扱いで放映されるが、日時は公表されていない。ただし、2006年9月からは12時台に必ず放映されるようになった（定時放送）。この定時放送時間は、2016年4月から、月～土曜の19時台に変更された。
1回の長さは、新番組の数により2分半から3分半とまちまちである。
『番宣部長』には月替わりで声優が起用されており、一週間分の新番組や特別番組（映画・OVAなど）を紹介する。起用される声優は、主にその月（もしくは来月）にAT-Xで放映される新番組や放送中の作品に出演している者が多い。
番宣のみに限らず、紹介の前後には声優がフリートークを行い、最後に番組から用意された一問一答に回答して終了する。また、収録はAT-X（株式会社エー・ティー・エックス）の社内で行われている。
毎月最終週には、当月の番宣部長の直筆サインが書かれた名刺が視聴者プレゼントとして贈られるのが恒例となっている（他のキャンペーンの景品となることもある）。
2006年8月からの一時期には、この番組のCMも放映されていた。冒頭のシーンは番組とほぼ同じだったため、続けて見ないと判別が難しい。
2011年5月から9月までは、エンドクレジットの前に東日本大震災に対する義援金の協力を呼びかけていた。

### 変り種の番宣部長
基本的には前述したような内容で終始するが、時折変わった趣向を凝らす番宣部長もいる。
- 2007年7月（鈴村健一）

アメリカ帰りの帰国子女という設定で、AT-Xを乗っ取ろうとしたが、期間が迫ってクビになる。
- 2007年8月（豊口めぐみ）

画像編集室へ潜入したり、AT-X社内で紙ふぶきを撒き散らしたりと自由奔放な動きを見せたが、後に自分で掃除する羽目になる。
- 2008年5月（松風雅也）

高いアフレコ技術をアピールしようと、撮影は1週分だけ行い、他の回は同じ映像にアフレコを施したものが放映された。

## 歴代
※太字は番宣部長SP（後述）に出演。
|      | 2005年 | 2005年   | 2006年 | 2006年     | 2007年 | 2007年     | 2008年 | 2008年       | 2009年 | 2009年       | 2010年 | 2010年       | 2011年 | 2011年     | 2012年 | 2012年     | 2013年 | 2013年     | 2014年 | 2014年     |
|      | #      | 声優名   | #      | 声優名     | #      | 声優名     | #      | 声優名       | #      | 声優名       | #      | 声優名       | #      | 声優名     | #      | 声優名     | #      | 声優名     | #      | 声優名     |
| ---- | ------ | -------- | ------ | ---------- | ------ | ---------- | ------ | ------------ | ------ | ------------ | ------ | ------------ | ------ | ---------- | ------ | ---------- | ------ | ---------- | ------ | ---------- |
| 1月  |        |          | 2      | 神奈延年   | 14     | 草尾毅     | 26     | 森久保祥太郎 | 38     | 成田剣       | 50     | 山口勝平     | 62     | 下野紘     | 74     | 白石涼子   | 86     | 明坂聡美   | 98     | 田中敦子   |
| 2月  |        |          | 3      | 野中藍     | 15     | 清水愛     | 27     | 名塚佳織     | 39     | こやまきみこ | 51     | 渡辺明乃     | 63     | 新井里美   | 75     | 豊永利行   | 87     | 代永翼     | 99     | 阪口大助   |
| 3月  |        |          | 4      | 緑川光     | 16     | 藤原啓治   | 28     | 浪川大輔     | 40     | 岩田光央     | 52     | 杉山紀彰     | 64     | 大川透     | 76     | 喜多村英梨 | 88     | 今井麻美   | 100    | 儀武ゆう子 |
| 4月  |        |          | 5      | 福井裕佳梨 | 17     | 久川綾     | 29     | 折笠愛       | 41     | 井上麻里奈   | 53     | たかはし智秋 | 65     | 福山潤     | 77     | 森川智之   | 89     | 遊佐浩二   | 101    | 江原正士   |
| 5月  |        |          | 6      | 神谷浩史   | 18     | 保村真     | 30     | 松風雅也     | 42     | 高橋広樹     | 54     | 平川大輔     | 66     | 桃井はるこ | 78     | 広橋涼     | 90     | 斎賀みつき | 102    | 甲斐田裕子 |
| 6月  |        |          | 7      | 小山茉美   | 19     | かないみか | 31     | 浅野真澄     | 43     | 國府田マリ子 | 55     | 高橋美佳子   | 67     | 中田譲治   | 79     | 白石稔     | 91     | 間島淳司   | 103    | 稲田徹     |
| 7月  |        |          | 8      | 若本規夫   | 20     | 鈴村健一   | 32     | 野島裕史     | 44     | 麦人         | 56     | 諏訪部順一   | 68     | 植田佳奈   | 80     | 中原麻衣   | 92     | 緒方恵美   | 104    | 加藤英美里 |
| 8月  |        |          | 9      | 新谷良子   | 21     | 豊口めぐみ | 33     | 生天目仁美   | 45     | 桑谷夏子     | 57     | 清水香里     | 69     | 岡本信彦   | 81     | 谷山紀章   | 93     | 小山剛志   | 105    | 木村良平   |
| 9月  |        |          | 10     | 森田成一   | 22     | 檜山修之   | 34     | 井上和彦     | 46     | 川田伸司     | 58     | 楠大典       | 70     | 渡辺久美子 | 82     | 福圓美里   | 94     | ゆかな     | 106    | 小清水亜美 |
| 10月 |        |          | 11     | かかずゆみ | 23     | 進藤尚美   | 35     | 松来未祐     | 47     | 佐藤利奈     | 59     | 伊藤静       | 71     | 日野聡     | 83     | 津田健次郎 | 95     | 細谷佳正   | 107    | 柿原徹也   |
| 11月 |        |          | 12     | 鳥海浩輔   | 24     | 野島健児   | 36     | 伊藤健太郎   | 48     | 水島大宙     | 60     | 岸尾だいすけ | 72     | 小林ゆう   | 84     | 笠原弘子   | 96     | 真田アサミ | 108    | 高乃麗     |
| 12月 | 1      | 金月真美 | 13     | 水樹奈々   | 25     | 能登麻美子 | 37     | 川澄綾子     | 49     | 井上喜久子   | 61     | 後藤邑子     | 73     | 小西克幸   | 85     | 小杉十郎太 | 97     | 浅沼晋太郎 | 109    | 速水奨     |

|      | 2015年 | 2015年         | 2016年 | 2016年       | 2017年 | 2017年     | 2018年 | 2018年       | 2019年 | 2019年     |
|      | #      | 声優名         | #      | 声優名       | #      | 声優名     | #      | 声優名       | #      | 声優名     |
| ---- | ------ | -------------- | ------ | ------------ | ------ | ---------- | ------ | ------------ | ------ | ---------- |
| 1月  | 110    | 大原さやか     | 122    | 椎名へきる   | 134    | 上坂すみれ | 146    | 伊瀬茉莉也   | 158    | 洲崎綾     |
| 2月  | 111    | 佐藤拓也       | 123    | 陶山章央     | 135    | 市来光弘   | 147    | 黒田崇矢     | 159    | 小林裕介   |
| 3月  | 112    | 折笠富美子     | 124    | 松本梨香     | 136    | 中島愛     | 148    | 野水伊織     | 160    | 日髙のり子 |
| 4月  | 113    | 寺島拓篤       | 125    | 保志総一朗   | 137    | 逢坂良太   | 149    | 関智一       |        |            |
| 5月  | 114    | 水沢史絵       | 126    | 朴璐美       | 138    | 池澤春菜   | 150    | ゆきのさつき |        |            |
| 6月  | 115    | 近藤孝行       | 127    | 立花慎之介   | 139    | 三浦祥朗   | 151    | 阿部敦       |        |            |
| 7月  | 116    | 日笠陽子       | 128    | 内田彩       | 140    | 井口裕香   | 152    | 伊藤かな恵   |        |            |
| 8月  | 117    | 松岡禎丞       | 129    | 鈴木達央     | 141    | 江口拓也   | 153    | 小山力也     |        |            |
| 9月  | 118    | 嶋村侑         | 130    | 柚木涼香     | 142    | 金元寿子   | 154    | 原由実       |        |            |
| 10月 | 119    | 置鮎龍太郎     | 131    | 興津和幸     | 143    | チョー     | 155    | 梶裕貴       |        |            |
| 11月 | 120    | 松岡由貴       | 132    | いのくちゆか | 144    | 小桜エツコ | 156    | 田村睦心     |        |            |
| 12月 | 121    | てらそままさき | 133    | 堀内賢雄     | 145    | 小野友樹   | 157    | 増田俊樹     |        |            |

## 特別番組
毎年末に放映されており、過去に番宣部長に選ばれた声優たちが集まり、忘年会を開くという設定。

### 2006年
『〜年忘れ番宣部長SP〜 今宵、私は宴会部長』（2006年12月24日）

#### 出演
- 福井裕佳梨（2006年4月）
- 若本規夫（2006年7月）
- 新谷良子（2006年8月）
- 鳥海浩輔（2006年11月）
- 草尾毅（2007年1月）
- 保村真（番宣部長候補、後に2007年5月の番宣部長に）
- 清水愛（番宣部長候補、後に2007年2月の番宣部長に）
- 金田朋子

金田は森田成一（2006年9月）の代理として出演。

### 2007年
『〜年忘れ番宣部長SP〜 今宵、私は宴会部長2007』（2007年12月23日）

#### 出演
- 保村真（2007年5月）
- かないみか（2007年6月）
- 檜山修之（2007年9月）
- 進藤尚美（2007年10月）
- 森久保祥太郎（2008年1月）
- 若本規夫（2006年7月）
- 金田朋子（補佐）
- 浪川大輔（番宣部長候補、後に2008年3月の番宣部長に）
- 名塚佳織（番宣部長候補、後に2008年2月の番宣部長に）

### 2008年
『〜年忘れ番宣部長SP〜 今宵、私は宴会部長2008』（2008年12月21日）

#### 出演
- 浪川大輔（2008年3月）
- 野島裕史（2008年7月）
- 生天目仁美（2008年8月）
- 松来未祐（2008年10月）
- 名塚佳織（2008年2月）
- 若本規夫（特命部長）
- 成田剣（MC:2009年1月番宣部長）
- こやまきみこ（番宣部長候補、後に2009年2月の番宣部長に）

### 2009年
『〜年忘れ番宣部長SP〜 今宵、私は宴会部長2009』（2009年12月21日）

#### 出演
- 岩田光央（MC:2009年3月）
- 桑谷夏子（2009年8月）
- 佐藤利奈（2009年10月）
- 川田紳司（2009年9月）
- 杉山紀彰（番宣部長候補、後に2010年3月の番宣部長に）
- 高橋美佳子（番宣部長候補、後に2010年6月の番宣部長に）
- 渡辺明乃（番宣部長候補、後に2010年2月の番宣部長に）
- 若本規夫（特命部長）
- 山口勝平（2010年1月番宣部長）

### 2010年
『〜年忘れ番宣部長SP〜 今宵、私は宴会部長2010』（2010年12月19日）
「女子会」と題し、後藤邑子を除く女性声優が出演。
恒例だった番宣部長候補や、来年1月の番宣部長となる声優の紹介はなし（代わりに年越し特番『AT-X新春ナマ!福引きスペシャル』内で初発表）。

#### 出演
- 渡辺明乃（2010年2月）
- たかはし智秋（2010年4月）
- 高橋美佳子（2010年6月）
- 清水香里（2010年8月）
- 伊藤静（2010年10月）
- 川田紳司（MC:2009年9月）
- 若本規夫（特命部長）

### 2011年
『〜年忘れ番宣部長SP〜 今宵、私は宴会部長2011』（2011年12月18日）

#### 出演
- 下野紘（MC:2011年1月）
- 新井里美（2011年2月）
- 中田譲治（2011年6月）
- 植田佳奈（2011年7月）
- 小林ゆう（2011年11月）

コーナー「とある画伯の超絵画クイズ」に出題者としてビデオ出演。
- 小西克幸（2011年12月）
- 若本規夫（特命部長）
- 広橋涼（番宣部長候補、後に2012年5月の番宣部長に）
- 豊永利行（番宣部長候補、後に2012年2月の番宣部長に）

### 2012年
『番宣部長SP 〜今宵、私は年越し部長2012〜』（2012年12月31日）

#### 出演
- 広橋涼（2012年5月）
- 白石稔（MC:2012年6月）
- 中原麻衣（2012年7月）
- 津田健次郎（2012年10月）
- 笠原弘子（2012年11月）
- 小杉十郎太（2012年12月）
- 若本規夫（特命部長）
- 代永翼（番宣部長候補、後に2013年2月の番宣部長に）
- 間島淳司（番宣部長候補、後に2013年6月の番宣部長に）

### 2013年
『番宣部長SP 今宵、私は年越し部長 2013からの2014!』（2013年12月31日）

#### 出演
- 斎賀みつき（2013年5月）
- 間島淳司（MC:2013年6月）
- 小山剛志（2013年8月）
- ゆかな（2013年9月）
- 若本規夫（特命部長）
- 儀武ゆう子（番宣部長候補、後に2014年3月の番宣部長に）
- 稲田徹（番宣部長候補、後に2014年6月の番宣部長に）
- 阪口大助（番宣部長候補、後に2014年2月の番宣部長に）
- 田中敦子（2014年1月番宣部長）
- 安元洋貴
- 大亀あすか

安元・大亀はレギュラー番組新春特番の番宣を賭けてのゲスト出演。

### 2014年
『番宣部長SP ～今宵、私は宴会部長2014～』（2014年12月28日）

#### 出演
- 儀武ゆう子（MC:2014年3月）
- 木村良平（2014年8月）
- 高乃麗（2014年11月）
- 速水奨（2014年12月）
- 若本規夫（特命部長）
- 水沢史絵（番宣部長候補、後に2015年5月の番宣部長に）
- 佐藤拓也（番宣部長候補、後に2015年2月の番宣部長に）
- 大原さやか（2015年1月番宣部長）※ビデオ出演

### 2015年
『番宣部長SP ～今宵、私は宴会部長2015～』（2015年12月31日）
10回目を迎え、過去に番宣部長を務めた声優が出演（30分拡大）。

#### 出演
- 若本規夫（特命部長/2006年6月）
- 金月真美（2005年12月）
- 山口勝平（2010年1月）
- 清水香里（2010年8月）
- 笠原弘子（2012年11月）
- 間島淳司（MC:2013年6月）
- ゆかな（2013年9月）
- 真田アサミ（2013年11月）
- 水沢史絵（2015年5月）
- 松岡由貴（2015年11月）
- てらそままさき（2015年12月）
- 陶山章央（番宣部長候補、後に2016年2月の番宣部長に）
- 椎名へきる（2016年1月番宣部長）※ビデオ出演